# Undressed (album)
Undressed è l'album di debutto dei Pansy Division.

## Tracce
1. Versatile – 3:01
2. Fem in a Black Leather Jacket – 2:04
3. Bunnies – 2:03
4. Boyfriend Wanted – 2:52
5. The Story So Far – 2:47
6. Hippy Dude – 3:02
7. Curvature – 2:17
8. The Cocksucker Club – 2:20
9. Crabby Day – 2:46
10. Luck of the Draw – 2:25
11. Rock & Roll Queer Bar – 1:40
12. Surrender Your Clothing – 3:59
13. Anthem – 2:24

## Formazione
- Jon Ginoli - voce, chitarra
- Chris Freeman - voce, basso
- Patrick Hawley - batteria
- Chris Bowe - basso (tracce 1, 3, 5, 6, 8, 9, 10, 11, 13)
- Sally Schlosstein - batteria (tracce 4, 7)
- Kent Whitesell - chittara (tracce 1, 5, 6, 13), percussione (tracce 9)